# Невидимые захватчики
Невидимые захватчики (англ. Invisible Invaders) — научно-фантастический фильм с элементами ужасов, снятый в 1959 году режиссёром Эдвардом Л. Каном. Продюсером фильма выступил Роберт Э. Кент, сценарий написал Сэмюэл Ньюман, главные роли исполнили Джон Агар, Джин Байрон, Джон Кэррадайн и Филип Тонг.

## Сюжет
Учёный Кэрол Нойманн, изучающий атомную энергию, погибает в результате взрыва в лаборатории. Его коллега, доктор Адам Пеннер, встревоженный происшествием, уходит со своего поста и призывает всё научное сообщество к переменам. На похоронах доктора Нойманна невидимый инопланетянин вселяется в мёртвое тело учёного. Ближайшей ночью пришелец в теле Нойманна приходит домой к доктору Пеннеру и говорит ему, что Земля должна сдаться, иначе инопланетная сила вторгнется на планету и захватит её, вселившись в мёртвые тела людей, и повсюду настанет хаос. Пришелец демонстрирует Пеннеру свою способность делать различные вещи невидимыми. Пеннер рассказывает обо всём своей дочери Филлис и доктору Джону Ламонту и просит доктора Ламонта передать послание инопланетянина правительству в Вашингтоне. Правительство игнорирует предупреждение, а доктора Пеннера СМИ поднимают на смех и называют чудаком.
Доктор Пеннер берёт свою дочь и доктора Ламонта, и вместе они приходят на могилу доктора Нойманна, там их посещает невидимый пришелец. Позже, на месте авиакатастрофы, другой пришелец захватывает тело погибшего пилота, идёт на хоккейный матч, душит диктора и предъявляет Земле ультиматум о капитуляции. Другой пришелец также завладевает телом другого погибшего человека, и выдвигает тот же ультиматум на другом спортивном мероприятии. СМИ объявляют об угрозе и правительства стран мира решают противостоять вторжению. Пришельцы захватывают ещё больше трупов, взрывают плотины, вызывают пожары и разрушают здания.
К доктору Пеннеру прибывает майор Брюс Джей, чтобы отвезти его и Филлис с доктором Ламонтом в секретный бункер. По дороге они сталкиваются с испуганным фермером, который пытается отобрать у них машину. Майор Джей убивает фермера, и они отправляются в бункер, в то время как инопланетянин завладевает телом мёртвого фермера. В бункере с ними связывается правительство и поручает остановить инопланетное вторжение. Учёные определяют, что пришельцы радиоактивны, и решают захватить инопланетянина, чтобы провести над ним опыты. Они пытаются опрыскать пришельца акрилом, чтобы запечатать его в пластик и после доставить в свой бункер, но это не удаётся. Тогда они выкапывают яму и заполняют её акриловой жидкостью и заманивают туда пришельца. Когда он падает в жидкость, его ловят и приносят в бункер. Там они заключают пришельца в камеру, где под высоким давлением разливают акрил. Они проводят несколько экспериментов, но на пришельца ничего не действует. Разочарованный и отчаявшийся доктор Ламонт хочет сдаться, но майор Джей не соглашается. Они ссорятся и случайно повреждают электронное оборудование, включив громкую сигнализацию. Они замечают, что пришелец бурно реагирует на шум.
Они делают звуковую пушку и испытывают её на пришельце, сначала он становится видимым, а потом умирает. Они пытаются сообщить об этом правительству, но их радиопередача глушится пришельцами, которые, очевидно, находятся неподалёку. Используя радиопеленгатор, они следуют за глушащим сигналом к кораблю пришельцев, убивая по пути несколько инопланетян. Майор Джей идёт через лес, чтобы добраться до корабля, и сталкивается с несколькими пришельцами. Он убивает их из звукового пистолета, но при этом получает ранение. Несмотря на ранение, он находит корабль пришельцев и стреляет в него из звукового пистолета, в результате чего корабль взрывается. Заглушив сигнал помех, доктор Пеннер связывается с правительством и рассказывает им, как остановить пришельцев, а Филлис в это время обрабатывает рану майора Джея.
Позже, в ООН, доктор Пеннер, доктор Ламонт, Филлис Пеннер и майор Джей получают благодарность за спасение мира от инопланетного вторжения.

## Команда

### В ролях
- Джон Агар — майор Брюс Джей
- Джин Байрон[англ.] — Филлис Пеннер
- Филип Тонг[англ.] — доктор Адам Пеннер
- Роберт Хаттон — доктор Джон Ламонт
- Джон Кэррадайн — доктор Кэрол Нойманн
- Хэл Тори — фермер
- Пол Лэнгтон[англ.] — генерал-лейтенант Стоун
- Иден Хартфорд[англ.] — секретарь
- Джордж Брюггеман — техник (в титрах не указан)
- Дик Черной — зомби (в титрах не указан)
- Джон Денер[англ.] — рассказчик (в титрах не указан)
- Руди Жерман — болельщик (в титрах не указан)
- Дон Кеннеди[англ.] — пилот (в титрах не указан)
- Джон Кенни — жертва автомобильной аварии (в титрах не указан)
- Чак Нилс[англ.] — диктор хоккейной игры (в титрах не указан)
- Эдвин Рошелл — зомби (в титрах не указан)
- Джон Рой — болельщик (в титрах не указан)

### Съёмочная группа
- Режиссёр — Эдвард Л. Кан[англ.]
- Продюсер — Роберт Э. Кент[англ.]
- Сценарист — Сэмюэл Ньюман
- Оператор — Мори Герцман[англ.]
- Композитор — Пол Данлэп[англ.]
- Художник-постановщик — Уильям Глазгоу
- Художник по декорациям — Моррис Хоффман
- Гримёр — Филипп Шеер
- Визажист — Кайе Ши
- Менеджер по производству — Бен Херш
- Ассистент режиссёра — Герберт С. Грин

## Производство
Производство «Невидимых захватчиков» началось в декабре 1958 года. Фильм был снят в рамках контракта на два фильма, совместно с фильмом «Четыре черепа Джонатана Дрейка» (1959). Это был четвёртый научно-фантастический фильм, снятый компанией Premium Pictures.
График съёмок и бюджет фильма неизвестны. Байрон в интервью вспоминала, что «картина была снята довольно быстро. Я помню, как режиссёр очень быстро переходил от одной декорации к другой». Кинокритик Билл Уоррен назвал фильм «дешёвой маленькой картиной», отметив, что «съёмочный график не мог быть длиннее двух недель (возможно, одной)», и что фильм имеет «все признаки того, что он был сделан в большой спешке».
Затраты на фильм удалось частично снизить за счёт повторного использования костюма монстра, работы мастера по спецэффектам Пола Блэйсделла из фильма 1958 года «Оно! Ужас из космоса», режиссёра Эдварда Л. Кана. Этот костюм был использован в эпизоде, где один из захватчиков был заключён в пластик, для того, чтобы герои могли его видеть. По словам писателя Рэнди Палмера, «чтобы помочь замаскировать костюм, были добавлены оптические эффекты, осветляющие изображение и придающие ему отчётливую размытость», это было сделано специально, чтобы зрители не заметили схожести с костюмом монстра из другого фильма. Однако, как отметил Уоррен, к 1959 году «никому не было дела до фильмов, снятых с таким бюджетом. Они были просто продуктом, который нужно было как можно скорее выпустить на экран». Уоррен также прокомментировал широкое использование в фильме стоковых кадров. «Большой объём стоковых кадров» был использован, «когда захватчики крушат всё вокруг — пожары, землетрясения, обрушения зданий, ломающиеся плотины». Это «удручает», но «очень дешёвые и никудышные эффекты соответствуют общему тону» фильма. Стоковые кадры включают сцену смертельной автокатастрофы взятой из фильма 1958 года «Дорога грома». Также несколько раз повторяются кадры, снятые для самого фильма: повторно показываются сцены, в которых невидимый пришелец оставляет борозды от своих ног на грязи, когда подходит к могиле доктора Нойманна, а затем повторяется сцена, в которой невидимый пришелец отодвигает ветки кустов.

## Релиз
Фильм «Невидимые захватчики» вышел на экраны США 15 мая 1959 года. Авторские права на него были оформлены 8 мая того же года, за неделю до премьеры фильма. За пределами США фильм был показан в Финляндии 12 августа 1960 года и в Швеции 22 сентября 1960 года.
В рецензии на Blu-ray релиз «Невидимых захватчиков» Кристофер П. Джейкобс отметил, что в аудио-комментариях известный исследователь фантастики доктор Роберт Дж. Кисс «приводит некоторые интересные данные о выпуске фильма в 1959 году и истории его показа, отмечая, что его почти всегда показывали вторым в сдвоенных сеансах, быстро переходя от недельного проката к показу в течение всего нескольких дней». Однако этот фильм не всегда был вторым. Согласно рекламному объявлению кинотеатра New Plaza Theater в Одессе, штат Техас, «Невидимые захватчики» были третьим фильмом в тройном сеансе, где первым фильмом был «План 9 из открытого космоса», а вторым — «Дыхательная трубка», которые демонстрировались 27 и 28 сентября 1959 года, всего через четыре месяца после выхода «Невидимых захватчиков».
Фильм «Невидимые захватчики» был впервые выпущен для домашнего видео на VHS в 1996 году компанией MGM/UA Home Video. Фильм был выпущен на DVD компанией MGM Home Entertainment в 2003 году в комплекте с фильмом «Путешествие к седьмой планете» в рамках серии Midnite Movies. Blu-ray издание, выпущенное в июле 2016 года компанией Kino Lorber, содержит аудио-комментарии историков кино Тома Уивера и доктора Роберта Дж. Кисса.

## Критика
В кинотеатрах фильм показывался не долго, но когда его начали транслировать по телевидению он приобрёл культовый статус. Джейкобс говорит, что фильм имел «беспрецедентный успех в 1962 году в прайм-тайм на телевидении, после низких рейтингов, когда его показывали поздно ночью». Фильм «Невидимые захватчики» был показан на чикагском канале WFLD в 1971 году в рамках программы «Театр научной фантастики».
Кинокритик Эмануэль Леви оценил фильм в 3 из 5 звезд. В «Энциклопедии зомби-фильмов» (англ. The Zombie Movie Encyclopedia) академик Питер Дендл сказал: «Хотя фильм „Невидимые захватчики“ явно является продуктом своего времени и низкого бюджета, он увлекателен и быстро развивается, изобилуя подлинно вдохновляющими поворотами наряду с захватывающими дух неправдоподобностями».